# Xenosiphon absconditus
Xenosiphon absconditus är en stjärnmaskart som beskrevs av Saiz 1984. Xenosiphon absconditus ingår i släktet Xenosiphon och familjen Sipunculidae. Inga underarter finns listade i Catalogue of Life.